# Mason (Virginia Occidentale)
Mason è un comune degli Stati Uniti d'America, situato nello Stato della Virginia Occidentale, nella contea di Mason.
La città si trova a un'altitudine di 178 metri sul livello del mare e ha una superficie di 1,53 km². Secondo il censimento del 2010, la popolazione di Mason era di 968 abitanti, con una densità di 632,68 abitanti per km².